# Burkhardt Wesenberg
Burkhardt Wesenberg (* 14. Oktober 1940) ist ein deutscher Klassischer Archäologe.
Burkhardt Wesenberg, Sohn des Kunsthistorikers Rudolf Wesenberg, studierte Klassischen Archäologie, Vor- und Frühgeschichte sowie Gräzistik in Marburg, Freiburg, Köln und Bonn. Er wurde 1966 bei Heinrich Drerup an der Universität Marburg mit der Arbeit Kapitelle und Basen. Beobachtungen zur Entstehung der griechischen Säulenformen promoviert. Anschließend erhielt er 1967/68 das Reisestipendium des Deutschen Archäologischen Instituts und bereiste den Mittelmeerraum. Danach war er von 1972 bis 1978 zunächst als wissenschaftlicher Assistent, dann als Assistenzprofessor an der Universität des Saarlandes in Saarbrücken tätig, wo er sich 1976 mit der Arbeit Beiträge zur Rekonstruktion griechischer Architektur nach literarischen Quellen habilitierte. Von 1978 bis 1985 war Wesenberg Professor an der Universität Mainz. 1985 wurde er in Nachfolge Werner Gauers auf den Lehrstuhl für Klassische Archäologie an die Universität Regensburg berufen, wo er bis zu seiner Emeritierung 2006 lehrte. Sein Nachfolger wurde Christian Kunze. Wesenberg, der vor allem zur antiken Architektur forscht, ist ordentliches Mitglied des Deutschen Archäologischen Instituts.

## Schriften
- Kapitelle und Basen. Beobachtungen zur Entstehung der griechischen Säulenformen (= Bonner Jahrbücher. Beiheft 32). Rheinland-Verlag, Düsseldorf 1971, ISBN 3-7927-0002-6 (Digitalisat).
- Beiträge zur Rekonstruktion griechischer Architektur nach literarischen Quellen (= Mitteilungen des Deutschen Archäologischen Instituts, Athenische Abteilung. Beiheft 9). Gebr. Mann, Berlin 1983, ISBN 3-7861-1376-9
- Herausgeber mit Heiner Knell: Vitruv-Kolloquium des Deutschen Archäologen-Verbandes e. V. Durchgeführt an der Technischen Hochschule Darmstadt, 17.-18. Juni 1982 (= THD-Schriftenreihe Wissenschaft und Technik. Band 22). Technische Hochschule Darmstadt, Darmstadt 1984, ISBN 3-88607-031-X
- Qualis peplus fuerit. Zum panathenäischen Peplos (= Beiträge zur Archäologie Griechenlands. Band 6). Bibliopolis, Möhnesee 2020, ISBN 978-3-943741-13-1.